# Krabathor
Krabathor ist eine Death-Metal-Band aus Uherské Hradiště, Tschechien.

## Geschichte
Die Band wurde bereits 1984 unter dem Namen „Krabator“ (ohne h) gegründet, jedoch brauchte man noch vier Jahre bis zum ersten Demo. Damit gehört Krabathor zusammen mit Vader zu den ältesten Death-Metal-Bands Osteuropas.
Die ersten beiden Alben erschienen bei dem tschechischen Label Monitor Records. Der Verkauf der beiden Alben erstreckte sich fast ausschließlich über die ehemaligen Ostblock-Länder.
Ab dem Album Lies war die Band bei dem ostdeutschen Label Morbid-Records unter Vertrag, von dem man sich mittlerweile aber getrennt hat.
1999 verließ Sänger und Gründungsmitglied Bruno die Band und gründete mit neuen Musikern Hypnös. Für ihn stieg Paul Speckmann ein.
Speckmann gründete parallel zu seinem Einstieg mit Mitgliedern von Krabathor die kurzlebige Band Martyr (nicht zu verwechseln mit der 1994 gegründeten gleichnamigen kanadischen Band), die 2000 ein Album mit dem Titel Murder X: The End of the Game hervorbrachte.

## Diskografie
- 1988: Breath of Death (Demo)
- 1988: Total Destruction (Demo)
- 1988: Brutal Death (Demo)
- 1991: Feelings of Dethronisation (Demo)
- 1991: Pocity detronizace (Demo)
- 1992: Only Our Death Is Welcome
- 1993: Cool Mortification
- 1995: Lies (Album)
- 1995: The Rise of Brutality (EP)
- 1996: Mortal Memories (Mini-Album)
- 1998: Orthodox
- 1999: First Alben (Wiederveröffentlichung der Alben Only Our Death Is Welcome und Cool Mortification)
- 2000: Unfortunately Dead
- 2003: Dissuade Truth
- 2005: 20 Years of Madness (Demosammlung)